# کریستال هریس
کریستال هریس (انگلیسی: Crystal Harris؛ زادهٔ ۲۹ آوریل ۱۹۸۶) یک خواننده اهل ایالات متحده آمریکا است.